# Melanostomiinae
Melanostomiinae (Parr, 18927) è una sottofamiglia di pesci ossei marini appartenenti alla famiglia Stomiidae.

## Tassonomia
La sottofamiglia conta 17 generi:
- Bathophilus
- Chirostomias
- Diplostomias
- Echiostoma
- Eustomias
- Flagellostomias
- Grammatostomias
- Leptostomias
- Melanostomias
- Odontostomias
- Opostomias
- Pachystomias
- Parabathophilus
- Photonectes
- Tactostoma
- Thysanactis
- Trigonolampa